# Los monstruos
Los monstruos es una historieta de 1973 del dibujante de cómics español Francisco Ibáñez perteneciente a la serie de Mortadelo y Filemón. 

## Sinopsis
El profesor Bacterio ha inventado un aparato mediante el cual los personajes literarios pueden cobrar vida. Basta con meter el libro correspondiente y los personajes de dicho libro cobrarán vida. Para probarlo metió un libro de Blancanieves; pero alguien le había cambiado las páginas interiores por la de historia de los monstruos, así que surgieron monstruos que ahora andan sueltos por la ciudad (el monstruo de Frankenstein, el hombre lobo, Drácula, la momia, etc.). Mortadelo y Filemón deberán capturar a esos monstruos.

## Alusiones
En la página 36 hay un comentario jocoso hacia Jordi Bayona, redactor de la revista Mortadelo, al que se le confunde con "la bestia peluda" en alusión a su pelo y perillas largos. También se alude despectivamente al grupo The Beatles en la página 43. Al final de la historieta el cerebro de la trama afirma que todo habría salido bien "si no hubieran entrometido esos tipos". Esta frase y el hecho de que los enemigos resulten ser delincuentes disfrazados de monstruos, recuerda a la serie de dibujos Scooby-Doo.